# جردان شقیری
جردان شقیری (آلبانیایی: Xherdan Shaqiri؛ تلفظ آلبانیایی: dʒɛrdan ʃaciɾi زادهٔ ۱۰ اکتبر ۱۹۹۱) بازیکن فوتبال سوئیسی آلبانیایی‌تبار است که برای باشگاه فوتبال بازل بازی می‌کند. 
وبگاه رسمی فیفا از او به عنوان غیرقابل پیش‌بینی در بازی با توپ، متبحر با هر دو پا و خونسرد در برابر دروازه یاد کرده‌است.
شقیری دوران حرفه‌ای فوتبالش را از بازل آغاز کرد و با آن باشگاه مقام‌هایی همچون سه عنوان قهرمانی سوپر لیگ فوتبال سوئیس را کسب کرد. در سال ۲۰۱۲ به باشگاه بایرن مونیخ پیوست و در سال ٢٠١٣ با این باشگاه قهرمانی در لیگ قهرمانان اروپا را به‌دست اورد و پس از ۳ سال بازی در این تیم در سال ۲۰۱۵ با مبلغ ۱۵ میلیون یورو به عضویت تیم اینترمیلان درآمد و ۷ ماه بعد در ازای مبلغ ۱۲ میلیون پوند به استوک سیتی ملحق شد. وی پس از چند فصل موفق با استوک سیتی، همزمان با سقوط این تیم از این تیم جدا شد و به لیورپول پیوست. وی با لیورپول، قهرمانی در لیگ قهرمانان اروپا را در کارنامه خود دارد.

## زندگی‌نامه

### اوایل زندگی
شقیری در سال ۱۹۹۱ در گنییلان و در خانواده‌ای آلبانیایی-کوزوویی به دنیا آمد. وی یک ساله بود که به همراه والدین و خواهر و برادرش به سوئیس مهاجرت کردند. وی دارای تابعیت مضاعف کشورهای سوئیس، آلبانی و کوزوو است.